# 구쓰카케 유타
구쓰카케 유타(일본어: 沓掛 勇太, 1991년 11월 12일 ~ )는 일본의 전 축구 선수이다.

## 구단 경력
그는 2014년부터 2018년까지 J리그의 후지에다 MYFC, 아술 클라로 누마즈에서 활동하였다.